# Nōin
Nōin (能因; 988 – 1050 o 1058) è stato un monaco buddista e poeta giapponese waka del medio periodo Heian.
Il suo nome è incluso negli elenchi antologici del Chūko Sanjūrokkasen e dell'Ogura Hyakunin Isshu.

## Biografia
Nōin, il cui vero nome era Tachibana no Nagayasu (橘永愷), visse dal 988 al 1050-58 (l'anno della sua morte non è noto, alcuni affermano che fosse il 1050, mentre altri che fosse il 1058).
Era monjōsho (studente di studi letterari all'Università Imperiale), nel 1013 divenne monaco. Il suo maestro fu Fujiwara no Nagatō ed ha avuto amicizie con Ōe no Yoshitoki e Minamoto no Michinari. Ha viaggiato nella provincia di Kai e nella provincia di Mutsu componendo molte poesie. La sua tomba si trova al cimitero di Takatsuki nella prefettura di Osaka.
Nōin è l'autore del Gengenshū (玄々集), una raccolta di poesie, ed ha scritto un libro sulla poetica tanka chiamato Nōin Utamakura (能因歌枕).

## Opera poetica
Sessantacinque sue poesie furono raccolte nel Goshūi Wakashū e in altri successivi Chokusen wakashū.
Una delle sue poesie è presente nell'Ogura Hyakunin Isshu:
(Hyakunin isshu n°69)
Nel Kokon Chomonjū
(Goshūi Wakashū n° 518)